# L-Myc
La proteïna L-Myc, també anomenada proteïna proto-oncògena L-myc-1, MYCL o MYCL1, és un factor de transcripció que en humans és codificat pel gen L-MYC, localitzat al cromosoma 1, en concret a 1p34.2. Es tracta d'un gen amb 2 exons i 3 introns que codifica una proteïna de 364 aminoàcids.

## GenL-MYC
El gen L-MYC forma part d'una família de gens reguladors anomenada MYC. Comparteix gran part de la seva seqüència i té un comportament semblant a dos altres gens anomenats C-MYC i N-MYC. Tot i que els seus gens codifiquen proteïnes amb dominis i funcions similars, cada gen es troba en un cromosoma diferent i s'expressa en diferents moments i ubicacions.
No es coneix la fisiologia d'aquesta família de gens; tot i això, es creu que tenen un paper fonamental en la proliferació cel·lular, la immortalització, l'apoptosi, la transformació maligna i en la diferenciació cel·lular. La sobre-expressió dels tres gens s'ha associat a la neoplàsia (creixement anormal del teixit) i provoca transformacions cel·lulars. També són presents en el desenvolupament embrionari i en la reprogramació de cèl·lules somàtiques en cèl·lules iPS.
Els gens de la família Myc promouen la generació de cèl·lules iPS suprimint gens relacionats amb els fibroblasts. A més, L-Myc ho fa de forma més potent en comparació amb els altres factors de la seva mateixa família.
Els tres gens mostren patrons d'expressió diferents durant tot el desenvolupament i en l'organisme adult. Degut a les seves funcions fisiològiques diferents, es conserven els tres gens com a seqüències independents amb una gran distància filogenètica. Dels tres gens, L-MYC és el menys eficient per promoure la transformació i la transcripció cel·lular.

## Descobriment
Prèviament al descobriment de la proteïna, es va descobrir el gen que la codificava. Dins de la família de gens reguladors MYC, el primer en ser identificat va ser el C-MYC com a gen homòleg (prové del mateix gen ancestral) d'un gen de transformació retroviral de les aus, anomenat V-MYC. Posteriorment, el gen N-MYC va ser identificat als neuroblasts humans i es va observar que presentava homologia amb el C-MYC. Finalment, es va identificar el gen L-MYC.
Inicialment es va classificar com a gen relacionat amb la família de MYC, que es va amplificar en un subconjunt de carcinomes de pulmó humà i es va aïllar del genoma humà. L'anàlisi de les seqüències de nucleòtids va revelar unes seqüències que presentaven homologia amb els gens N i C-MYC, per tant es va determinar que era un nou membre d'aquesta família de gens.
El gen MYCL es va clonar inicialment a partir de l'ADN d'un carcinoma de pulmó de cèl·lules petites (SCLC, de l'anglès small cell lung carcinoma), on es va trobar que s'amplificava de 10 a 20 vegades en quatre línies cel·lulars de SCLS, com una mostra de tumor.

## Estructura
La proteïna L-Myc, en termes d'estructura, és completament diferent que els altres factors de la seva família, el c-Myc i el n-Myc. Concretament, hi ha un patró del 27,6% de coincidència entre L-Myc i c-Myc i una semblança del 31,1% entre L-Myc i n-Myc. Val a dir, però, que en termes d'estructura de domini, són molt semblants. L'estructura primària de la proteïna (seqüència canònica) és la següent:
MDYDSYQHYF YDYDCGEDFY RSTAPSEDIW KKFELVPSPP TSPPWGLGPG AGDPAPGIGP PEPWPGGCTG DEAESRGHSK GWGRNYASII RRDCMWSGFS ARERLERAVS DRLAPGAPRG NPPKASAAPD CTPSLEAGNP APAAPCPLGE PKTQACSGSE SPSDSENEEI DVVTVEKRQS LGIRKPVTIT VRADPLDPCM KHFHISIHQQ QHNYAARFPP ESCSQEEASE RGPQEEVLER DAAGEKEDEE DEEIVSPPPV ESEAAQSCHP KPVSSDTEDV TKRKNHNFLE RKRRNDLRSR FLALRDQVPT LASCSKAPKV VILSKALEYL QALVGAEKRM ATEKRQLRCR QQQLQKRIAY LTGY
Pel que fa a l'estructura terciària de L-Myc, no es coneix encara. Tot i així, els dominis que presenta donen informació de l'estructura secundària de determinades regions així com també de la seva funció. D'entre els dominis i motius amb els quals s'associa la proteïna, cal destacar:
- Domini BHLH: va de T281 a L333. Es tracta del domini Basic Helix-Loop-Helix DNA binding. Que L-Myc contingui aquest domini dona informació sobre una part de l'estructura de la proteïna i la seva funció. És a dir, atès que es coneix l'estructura secundària del domini (2 α hèlix unides per un gir), sabem que entre l'aminoàcid 281 i 333 la proteïna tindrà una estructura semblant a la del domini. Pel que fa a la relació amb la funció, com l'estructura del domini permet la unió amb l'ADN (carregat negativament), atenent que conté major proporció d'aminoàcids bàsics, se sap que L-Myc és un factor de transcripció.[12][13]
- Domini bZIP (cremallera de leucines): l'estructura secundària del domini són dues hèlix α llargues, en la part superior de les quals hi ha una sèrie de leucines que permeten la dimerització per unions hidrofòbiques. Pel que fa a la relació amb l'estructura de L-Myc, la regió de cremallera de leucines es troba a continuació del domini BHLH, entre L333 i L361. El domini interacciona amb el DNA reconeixent seqüències de bases específiques per activar o inhibir la transcripció de determinats gens.[12][14]

L-Myc també presenta altres dominis i regions comuns en les proteïnes de la família d'oncogens MYC. Diversos estudis suggereixen que aquestes regions homologues s'encarreguen de l'activació de la proteïna, com és el cas del domini L-Myc amino-terminal. De fet, es creu que l'estructura primària de la proteïna L-Myc en aquests dominis està relacionada amb el fet que sigui la menys eficient per promoure la transformació i la transcripció cel·lular, ja que, comparada amb la C-Myc, el domini d'activació és 162 aminoàcids més petit i li falten els aminoàcids del 33 al 41 i del 72 al 105 del domini d'activació de la C-Myc.

## Isoformes
La isoforma 1, considerada la seqüència canònica, està formada per 364 aminoàcids. Té un pes molecular de 40327 Da i el seu punt isoelèctric és de 5,47, el que indica que a pH fisiològic la proteïna està carregada negativament.
D'altra banda, s'han trobat que per empalmament alternatiu (o alternative splicing) existeixen dues principals isoformes més de la proteïna, i una quarta no tan coneguda:
- Isoforma 2, també coneguda com a short. Dona lloc a una proteïna de 236 aminoàcids. És la que difereix més de la seqüència canònica, ja que inclou més aminoàcids a la regió N-terminal, substitueix aminoàcids per altres i no inclou els últims 157 aminoàcids.[11]
- Isoforma 3: dona lloc a una proteïna de 394 aminoàcids. El que varia respecte la seqüència canònica és la incorporació de 30 aminoàcids a la regió N-terminal (com a la isoforma 2).[11]
- Isoforma 4: la proteïna resultant és de 100 aminoàcids.[15]

Si es fa un alineament de seqüències de proteïnes (protein sequence alignment) amb UniProt, es pot determinar el grau de semblança entre les isoformes i la seqüència canònica de L-Myc. En la isoforma 2, hi ha una semblança del 43,9 per cent; en la isoforma 3 la coincidència és del 92,4 per cent i en el cas de la isoforma 4 del 27,5% per cent.

## Expressió
El fet que la proteïna sigui un factor de transcripció determina la seva localització en el nucli; concretament, al nucleoplasma.
La seva expressió està molt restringida tant pel que fa al teixit com a l'etapa de desenvolupament. Durant l'embriogènesi (formació d'un organisme pluricel·lular), el gen L-MYC s'expressa al sistema nerviós, als ronyons i als pulmons, mentre que en adults només es manté la seva expressió als pulmons.
Dels tres membres de la família MYC, el gen MYCL és el que té l'expressió més restringida. És expressat a alts nivells a la part anterior i posterior del cervell d'un nou nat i també als ronyons, i en nivells més baixos als pulmons i a l'intestí. Encara que hi ha una disminució significativa de l'expressió del gen MYCL en la part anterior i posterior del cervell i els ronyons, entre un nadó i un adult, l'expressió als pulmons es manté constant quan es compara amb la d'un nounat. No obstant, sí que s'ha identificat l'expressió de l'ARN missatger amb més abundància al teixit pancreàtic i epitelial.
D'altra banda, també s'ha identificat l'expressió de L-Myc en teixit adult a diversos tumors incloent els de càncer de pulmó i d'ovaris, entre d'altres.

## Funció
La proteïna L-Myc és un factor de transcripció. Per tant, la seva principal funció és la d'unir-se a unes seqüències específiques d'ADN per tal de regular (ja sigui activant o inhibint) la transcripció de certs gens. En aquest cas, els gens sobre els que actua són aquells que codifiquen proteïnes involucrades en els processos cel·lulars bàsics. Per això es pot dir que la proteïna L-Myc, com les proteïnes N-Myc i C-Myc, intervenen en processos cel·lulars bàsics, principalment en el metabolisme cel·lular, en la divisió i diferenciació cel·lular i en la mort cel·lular.
La proteïna L-Myc és molt més abundant en tots aquells processos postmitòtics de diferenciació cel·lular que la resta de proteïnes de la mateixa família. Per tant, es pot assumir que L-Myc, tot i també tenir certa rellevància en la resta de processos cel·lulars, s'encarrega principalment de la diferenciació, i no tant dels processos mitòtics.
Tot i això, la família de proteïnes Myc també té una important funció en els processos d'apoptosi. La proteïna C-Myc és la que principalment s'encarrega d'activar els gens que intervenen en els processos de mort cel·lular. En canvi, L-Myc pot arribar a prevenir l'apoptosi d'algunes cèl·lules proporcionant certa resistència a algunes substàncies citotòxiques.
Els diferents dominis de la proteïna L-Myc li permeten realitzar totes les funcions esmentades prèviament. En ser un factor de transcripció, és necessari que contingui regions que li permetin tant la detecció de certes seqüències de nucleòtids com l'acoblament a gens específics. Primerament, el domini bZip és capaç de detectar certes seqüències d'ADN (en aquest cas, aquelles associades al procés cel·lular bàsic d'interès). I, seguidament, el domini BHLH, en tenir una alta concentració d'aminoàcids bàsics, és l'encarregat principal de la unió de la proteïna amb les seqüències d'ADN prèviament reconegudes.
La proteïna L-Myc s'expressa, de forma selectiva, en cèl·lules dendrítiques del sistema immunitari. Es manté durant la inflamació i intervé en la resposta de les cèl·lules T contra infeccions bacterianes i virals.
Les funcions de les proteïnes de la famila Myc es poden veure modificades segons les seves interaccions amb altres proteïnes nuclears. S'ha vist que la proteïna L-Myc interacciona amb MAX.

## Mutacions

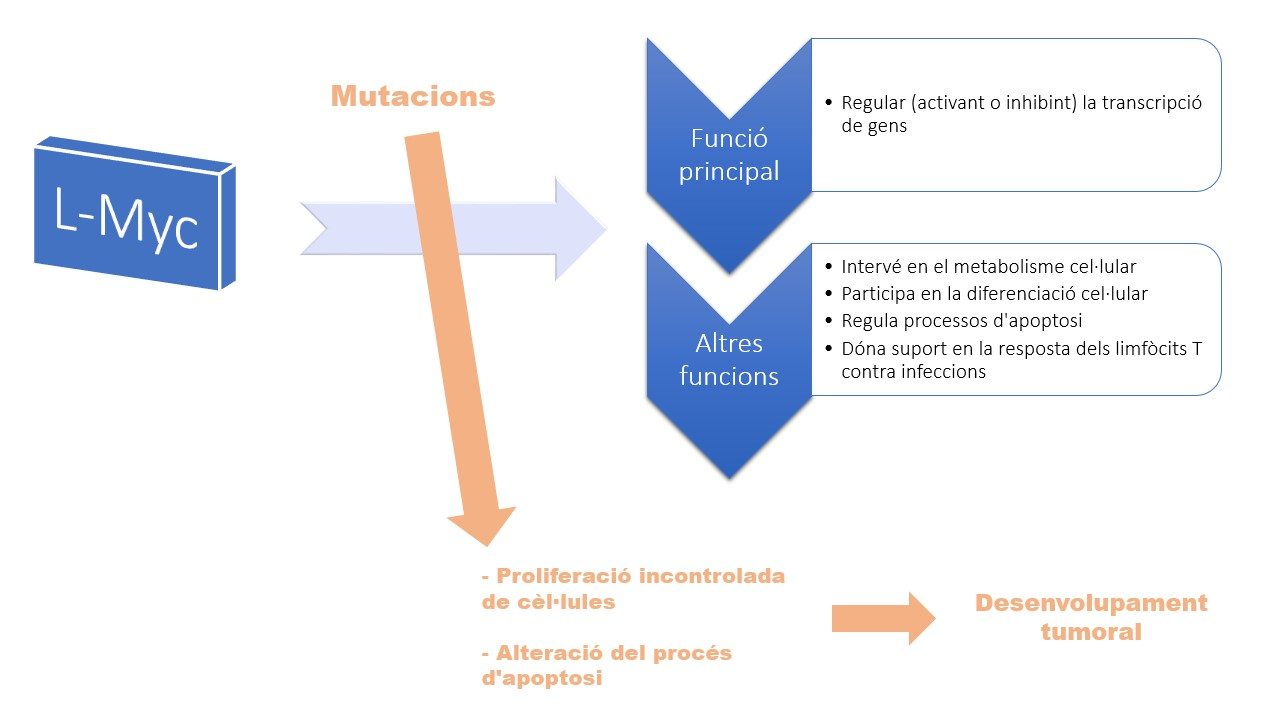
Funcions de la proteïna L-Myc, juntament amb les alteracions que poden patir degut a mutacions

La inactivació de la regulació de l'expressió del gen MYCL dona lloc a la proliferació incontrolada de cèl·lules i l'alteració del procés d'apoptosi. Aquest augment de cèl·lules incrementa el risc d'aparició d'altres mutacions, i contribueix al desenvolupament tumoral.
L'alteració de l'expressió de la proteïna L-Myc és deguda a mutacions puntuals en el gen que la codifica, l'amplificació del gen i una translocació o una translació al gen, principalment. De polimorfismes de nucleòtids simples (SNPs) associats a MYCL, hi ha 14 entrades descrites al catàleg GWAS. En aquests casos, canvis en un nucleòtid poden afectar tant a la funció pulmonar com en el nombre de plaquetes, glòbuls blancs, limfòcits o eritròcits.
S'ha demostrat que l'amplificació o sobreexpressió de la proteïna L-Myc, és un factor que incrementa la probabilitat de desenvolupar tumors com glioblastomes (sobreexpressió del 57 al 78 per cent), càncer d'ovaris (amplificació del 15 per cent i sobreexpressió del 40 per cent) i càncer de pulmó (amplificació del 13 per cent). Cal destacar que el càncer d'ovaris és una de les principals causes de mort entre les malalties de caràcter ginecològic. A més, s'han identificat errors en l'expressió de la proteïna L-Myc a set línies cel·lulars de neuroblastoma humà (GOTO, IMR-32, TGW, SCCH-26, TNB 9, NBL-S y SK-N-SH). En el cas de cèl·lules primàries de mieloma múltiple (càncer de cèl·lules plasmàtiques), l'expressió de L-myc i N-myc és rara.

## Teràpies
La proteïna L-Myc té seqüències d'aminoàcids més curtes a la regió N-terminal que les altres dues membres de la família Myc (C-Myc i N-Myc). Degut a la seva baixa activitat de transformació, s'ha pogut observar que té una activitat molt forta i específica en promoure la regeneració de cèl·lules mare pluripotents induïdes o cèl·lules IPS (de l'anglès induced pluripotent stem cells). Per tant, la proteïna L-Myc contribueix a la reprogramació nuclear amb la supressió de gens que podrien estar involucrats en processos tumorals i de gens involucrats en la diferenciació, que podrien provocar una transformació maligna.
La proteïna L-Myc és una proteïna diana quant al tractament de càncer, principalment perquè és present en una gran varietat de tumors malignes en humans. També cal destacar que està involucrada en la proliferació cel·lular i l'apoptosi, per la qual cosa una possible teràpia es podria basar en la inhibició de la proliferació de les cèl·lules tumorals o en l'augment de la seva apoptosi. A més, una disminució en els nivells de proteïnes L-Myc, N-Myc i C-Myc, millora l'efectivitat de les drogues citotòxiques (donant l'oportunitat de reduir la seva dosi i que el seu efecte en el pacient sigui menor).
A causa del seu paper indiscutible en la progressió tumoral, s'està investigant amb la finalitat de poder tractar el càncer. Tot i així, no s'han pogut aconseguir gens inhibidors per diversos motius:
1. L-Myc és un factor de transcripció localitzat principalment als nuclis de les cèl·lules, en uns compartiments impenetrables per la majoria de fàrmacs.
2. En la seva forma monomèrica, la proteïna no està gaire estructurada, és a dir, forma part de les proteïnes intrínsecament desordenades. Això suposa que trobar un inhibidor encara sigui més complicat.
3. L-Myc forma part de la família dels MYC, que també conté dos altres factors que: C-Myc i N-Myc. Aquests tres factors a vegades tenen funcions redundants i, en alguns contextos, l'una pot reemplaçar l'altre.
4. Finalment, degut al paper important que tenen aquests factors en el cicle cel·lular i en la regeneració dels teixits, sorgeixen preocupacions respecte la seguretat de la cèl·lula en cas de la seva inhibició.

Per tal d'inhibir l'expressió d'aquest factor de transcripció s'han estudiat diferents maneres, la primera se centra en la inhibició de la transcripció de Myc, la segona és fer ús de nucleòtids antisentit, per evitar la traducció d'ARNm a Myc i la tercera i més comuna és la interrupció de la seva interacció amb MAX i prevenir la unió de Myc/MAX a l'ADN.
El tercer mètode és el més comú a causa de la poca efectivitat i dificultat d'execució dels dos primers. Les teràpies que inclouen àcids nucleics, presenten desafiaments a causa d'una degradació ràpida, una mala absorció cel·lular i efectes de desviació.
Per tal d'interrompre la interacció amb MAX, moltes vegades s'han utilitzat molècules petites, però poques vegades han donat especificitat i efectivitat satisfactòria. Altres molècules petites també han sigut utilitzades per estabilitzar dímers de MAX/MAX i així evitar la formació de dímers Myc/MAX, unint competitivament la mateixa seqüència a l'ADN i potencialment interferint amb tota la família dels Myc a la vegada.
Així, s'obre un ventall de possibilitats en la investigació mèdica sobre aquesta proteïna i la seva possible aplicació per a disminuir la probabilitat de la formació de tumors o la seva gravetat.